# Trio (tv-serie)
 For alternative betydninger, se Trio. (Se også artikler, som begynder med Trio)
Trio er en norsk børnedramaserie som er vist på NRK Super fra 2014 til 2016.. Serien er skrevet af Morten Hovland og Trond M. K. Venaasen med musik af Sindre Hotvedt og Stein Berge Svendsen.  Serien vandt kategorien «beste barne- eller ungdomsprogram» under Gullruten 2014.
Serien består af 3 sæsoner og er optaget i Skjåk (Norge).  Serien blev efterfulgt af spillefilmen Trio - Jakten på Olavsskrinet  i 2017.

## Skuespillere
- Bjørnar Lysfoss Hagesveen spiller Lars,
- Naomi Hasselberg Lien Thorsud spiller Nora,
- Oscar Lindquist spiller Simen,
- Reidar Sørensen spiller Noras morfar,
- Franziska Tørnquist spiller Emma (sæson 3).
- Henrik Hines Grape spiller Simen ( Trio jagten på Olavsskrinet)

Serien er også oversat til dansk, engelsk, svensk, tysk og italiensk.

## Sæsoner
- Sæson 1 Trio Odins guld (2014) (originaltitel: Trio Odins gull),
- Sæson 2 Trio Cyberguldet (2015) (originaltitel: Trio Cybergullet),
- Sæson 3 Trio Keplerdiamanterne (2016) (originaltitel: Trio Keplerdiamantene) og
- Filmen Trio, Jagten på Olavsskrinet (2017) (originaltitel: Trio Jakten på Olavskrinet) og der er ikke planlagt nye sæsoner indtil videre.

## Ekstern henvisning
- https://tv.nrk.no/serie/trio
- https://www.dr.dk/tv/se/boern/ultra/trio/trio-serie-3/trio-keplerdiamanterne-1-10